# 1. česká národní hokejová liga 1985/1986
1. česká národní hokejová liga 1985/1986 byla 17. ročníkem jedné ze skupin československé druhé nejvyšší hokejové soutěže.

## Systém soutěže
Všech 12 týmů se utkalo čtyřkolově každý s každým (celkem 44 kol). Vítěz základní části postoupil do kvalifikace o nejvyšší soutěž, ve které se utkal v sérii na tři vítězné zápasy s vítězem 1. SNHL.
Nejhorší tým po základní části sestoupil do 2. ČNHL.

## Základní část
| Poř. | Tým                         | Z  | V  | R | P  | VG  | OG  | B  |
| ---- | --------------------------- | -- | -- | - | -- | --- | --- | -- |
| 1.   | TJ Vítkovice                | 44 | 38 | 2 | 4  | 256 | 109 | 78 |
| 2.   | TJ DS Olomouc               | 44 | 27 | 4 | 13 | 151 | 115 | 58 |
| 3.   | ASD Dukla Jihlava B         | 44 | 24 | 6 | 14 | 187 | 135 | 54 |
| 4.   | TJ Slavia IPS Praha         | 44 | 23 | 3 | 18 | 151 | 133 | 49 |
| 5.   | TJ Lokomotiva Ingstav Brno  | 44 | 21 | 4 | 19 | 173 | 157 | 46 |
| 6.   | TJ Slovan NV Ústí nad Labem | 44 | 18 | 4 | 22 | 147 | 151 | 40 |
| 7.   | TJ Slezan STS Opava         | 44 | 15 | 7 | 22 | 166 | 199 | 37 |
| 8.   | TJ Autoškoda Mladá Boleslav | 44 | 14 | 9 | 21 | 117 | 173 | 37 |
| 9.   | TJ Baník ČSA Karviná        | 44 | 15 | 6 | 23 | 148 | 184 | 36 |
| 10.  | TJ Stadion Hradec Králové   | 44 | 16 | 3 | 25 | 135 | 163 | 35 |
| 11.  | TJ Šumavan Vimperk          | 44 | 15 | 2 | 27 | 109 | 148 | 32 |
| 12.  | TJ Stadion PS Liberec       | 44 | 11 | 4 | 29 | 101 | 174 | 26 |

TJ Vítkovice postoupily do kvalifikace o celostátní ligu, ve které porazily tým VTJ Michalovce 3:0 na zápasy (4:0, 8:4, 6:2) a postoupily tak do nejvyšší soutěže.
TJ Stadion PS Liberec sestoupil do 2. ČNHL. Z 2. ČNHL postoupil celek TJ TŽ VŘSR Třinec .